# Baltimore Bullets (1944–1954)
Baltimore Bullets – amerykański klub koszykarski z siedzibą w Baltimore działający w latach 1944–1954

## Historia
Zespół zaczynał od występów w lidze American Basketball League (ABL – 1944–47). Następnie dołączył do  Basketball Association of America (BAA – 1947–49). Przed rozpoczęciem rozgrywek 1949/50 w wyniku fuzji lig BAA oraz NBL powstała liga NBA. Bullets występowali w niej do 27 listopada 1954 roku.
W 1963 roku nazwę Baltimore Bullets przejął występujący w lidze NBA zespół Chicago Zephyrs, który następnie zmienił nazwę na Washington Wizards. Klub ten nie ma żadnych powiązań z pierwszym zespołem, noszącym tę nazwę.

## Osiągnięcia
| Tytuł                        | Liczba | Rok        |
| ---------------------------- | ------ | ---------- |
| Finalista ABL                | 2      | 1945, 1947 |
| Lider ABL (sezon zasadniczy) | 2      | 1946, 1947 |
| Mistrz ABL                   | 1      | 1946       |
| Mistrz BAA                   | 1      | 1948       |

## Liderzy statystyczni BAA/NBA
- Buddy Jeannette  - lider BAA w skuteczności rzutów z gry (1948 - 34,9%)[2]

## Klubowi liderzy strzelców
1945 – Ben Scharnus - 5,9

1946 – Stan Modzelewski - 12,2

1947 – Mike Bloom - 14,9

1948 – Kleggie Hermsen - 12,0

1949 – Connie Simmons - 13,0

1950 – Paul Hoffman - 14,4

1951 – Belus Smawley - 13,8

1952 – Fred Scolari - 14,6

1953 – Fred Scolari - 14,2

1954 – Ray Felix - 17,6

## Członkowie Koszykarskiej Galerii Sław
- Buddy Jeannette (zawodnik, 1947–50/trener, 1947–51)[10]
- Clair Bee (trener, 1952–54)[11]

## Wyniki sezon po sezonie
| Sezon   | Liga | Bilans     | Dywizja   | Wyniki play-off                        |
| ------- | ---- | ---------- | --------- | -------------------------------------- |
| 1944–45 | ABL  | 14–16 – 4, | -         | Finał ABL                              |
| 1945–46 | ABL  | 21–13 – 1, | -         | Mistrzostwo ABL                        |
| 1946–47 | ABL  | 24–10 – 1, | -         | Finał ABL                              |
| 1947–48 | BAA  | 28–20 – 2, | Zachodnia | Mistrzostwo BAA                        |
| 1948–49 | BAA  | 29–31 – 3, | Wschodnia | Przegrana – Półfinały dywizji          |
| 1949–50 | NBA  | 25–43 – 5, | Wschodnia | Brak awansu                            |
| 1950–51 | NBA  | 24–42 – 5, | Wschodnia | Brak awansu                            |
| 1951–52 | NBA  | 20–46 – 5, | Wschodnia | Brak awansu                            |
| 1952–53 | NBA  | 16–54 – 4, | Wschodnia | Przegrana – Półfinały dywizji          |
| 1953–54 | NBA  | 16–56 – 5, | Wschodnia | Brak awansu                            |
| 1954–55 | NBA  | 3–11       | Wschodnia | Opuścili ligę w trakcie trwania sezonu |

## Nagrody indywidualne
All-BAA Second Team (druga piątka najlepszych zawodników ligi)
- Buddy Jeannette (1948)[2]

Uczestnicy NBA All-Star Game
- Red Rocha (1951)[12]
- Fred Scolari (1952 oraz wybrany w 1953, lecz nie zagrał z powodu kontuzji)[13][14]
- Ray Felix (1954)[15]